# Willa Emila Kollatschny’ego w Drezdenku
Willa Emila Kollatschny’ego w Drezdenku – zabytkowa willa zlokalizowana w Drezdenku przy ul. Marszałkowskiej 18, stanowiąca obecnie siedzibę gminnego ośrodka pomocy społecznej. Do rejestru zabytków została wpisana 1 lipca 2005 na podstawie decyzji L-170/A (identyfikator NID: 593973).
Obiekt został wzniesiony przez Emila Kollatschny’ego, właściciela browaru Germania (Germania-Brauerei) i powstał razem z zabudowaniami przemysłowymi w latach 80. XIX wieku. Budynki zrealizowano z kredytu, który okazał się niemożliwy do spłacenia, w związku z czym Kollatschny musiał sprzedać całość przedsiębiorstwa wraz z willą. Zakład funkcjonował do 1932. Został przejęty przez Hermanna Kuntzmüllera, który prowadził swoją działalność do 1942 (Brauerei Hermann Kuntzmüller). Po 1945 zakład nie wznowił produkcji. Zabudowania przemysłowe zostały wyburzone. Z całości założenia pozostała tylko willa. 
Piętrowy budynek rezydencji fabrykanckiej jest stanowi przykład architektury neorenesansowej. Ma dość bogato zdobioną fasadę, liczne detale oraz ozdobny szczyt po lewej stronie patrząc od ulicy. Zachowały się też w dużym stopniu oryginalne wnętrza. Po II wojnie światowej w pomieszczeniach budynku umieszczono drezdenecki ośrodek pomocy społecznej. W 2005 willa uzyskała wpis do rejestru zabytków, ale pozostaje w złym stanie technicznym.